# Campyliadelphus polygamus
Campyliadelphus polygamus är en bladmossart som beskrevs av Hiroshi Kanda 1975 [1976. Campyliadelphus polygamus ingår i släktet nervspärrmossor, och familjen Amblystegiaceae. Inga underarter finns listade i Catalogue of Life.